# X (Gnags-album)
 For alternative betydninger, se X (flertydig). (Se også artikler, som begynder med X)
X er Gnags' niende studiealbum, udgivet i 1983. Medregner man livealbummet fra 1981, er det Gnags' tiende album alt i alt, hvilket pladetitlen spiller på (X er romertallet for 10). X er som det første Gnags-album indspillet med den amerikanske producer Jack Nuber. Han producerede sidenhen også pladerne Den blå hund og En underlig fisk. Albummet var på et tidspunkt tænkt som et dobbeltalbum med titlen Fuldmånen, hvor de to lp'er skulle repræsentere hhv. månens tiltagende og aftagende fase. Denne idé blev dog droppet, og albummet blev i stedet udsendt som en enkelt-lp ved navn X.
På X videreudviklede Gnags den rytmisk betonede stil fra Safari. Således er der f.eks. mange percussioninstrumenter på sange som "Fodgænger" og "Fuldmånevanvid", ligesom mange af numrene kan høres som mere tilstands- end udviklingsbaserede, med rytmegruppen som en konstant kørende motor, f.eks. i "Slingrer ned ad Vestergade".
På tekstsiden er albummet bl.a. karakteriseret ved et sansebetonet og metaforisk billedsprog: Således optræder fuldmånen som billede i to af sangene, "Fuldmånen lyser" og "Fuldmånevanvid". Månen optræder også i "Havnen med skibe", hvor der ikke er nogen "gadelygter ind til byen / kun månen viser vej". En anden metafor på pladen er skibsmetaforen, som optræder i "Havnen med skibe", "Tømmerflåden" og "Alt synes ro ombord". I det sidstnævnte nummer optræder skibet som et billede på en verden præget af tidens supermagtskonflikter: "Verden er et slaveskib på havet / forvirret drøn på vej imod en klippe / styrmand blind og anden styrmand døv / de slås om roret / de er lige stærke / og vil ikke slippe". Det sansende element kommer især til udtryk i sange som "Fodgænger" og "Slingrer ned ad Vestergade", der begge skildrer et storbymiljø gennem en fodgængers øjne.
X var en kommerciel succes for Gnags, idet den hurtigt solgte 50.000 eksemplarer. "Slingrer ned ad Vestergade" blev brugt i Gnags' første musikvideo.

## Numre

### Side 1
1. "Fodgænger" (4:03)
2. "Slingrer ned ad Vestergade" (4:13)
3. "Fuldmånen lyser" (3:45)
4. "Forvandlingskugler" (3:22)
5. "Tossefugle" (3:44)

### Side 2
1. "Havnen med skibe" (3:36)
2. "Tømmerflåden" (4:11)
3. "Zebrafinken" (2:52)
4. "Fuldmånevanvid" (4:03)
5. "Alt synes ro ombord" (3:12)